# Simfite
Simfitele (Symphyta) numite popular muște cu ferăstrău sau viespi ferăstrău, viespi de plante, este un subordin de insecte himenoptere la care abdomenul se prinde cu o bază largă de torace. Simfitele cuprind un număr relativ mic de specii în comparație cu apocritele, aici fiind incluse circa 8000 de specii de himenoptere grupate in 14 familii actuale. Se recunosc prin abdomenul lor cilindric sau turtit dorsoventral, uneori lateral, care se prinde de torace printr-o suprafață lată (fără gâtuitură). Abdomenul nu este mobil față de torace; propodeumul lipsește. La aripa anterioară este prezentă nervura subanală; aripile sunt totdeauna prezente. Femelele au un ovopozitor cu dinți ca la ferăstrău, de unde și numele de "muște cu ferăstrău". Cu ajutorul acestui ovipozitor, denumit terebră, femela taie frunzele sau sfredelește lemnul, depunând acolo ouăle. Larvele sunt de tip eruciform (asemănătoare cu omizile), se deosebesc însă de larvele de lepidoptere, în primul rând prin faptul că au mai mult de cinci perechi de pedespurii (picioare false) abdominale, iar pe de altă parte au pe fiecare parte a capului numai câte un singur ocel, în timp ce omizile lepidopterelor au de fiecare parte a capului câte un grup de oceli. Adulții nu se hrănesc, sau se hrănesc foarte puțin cu sucuri, uneori chiar carnivor, cu insecte. Larvele sunt fitofage sau xilofage, atacând frunzele, mugurii sau tulpinile plantelor. Cele care mănâncă lemn, trăiesc în simbioză cu ciupercile, pe care femela le însămînțează acolo o dată cu depunerea ouălor. Multe dintre ele sunt foarte dăunătoare.
Printre speciile mai importante se numără:
- Urocerus gigas (= Sirex gigas) - "viespea mare de lemn" sau "viespea lemnului de rășinoase", de 3-4 cm lungime, remarcabilă prin mărimea sa, prin coloritul său de viespe și prelungirea posterioară a abdomenului, ca un țep gros. Își depune ouăle în trunchiuri de molid bolnave sau căzute.
- Diprion pini (= Lophyrus pini) - "viespea ferăstrău a acelor de pin", de 6-7 mm lungime, cu masculii remarcabili prin antenele foarte pectinate și prin culoarea lor neagră. Atacă frunzele de pin.
- Cephus pygmaeus -  "viespea grâului" sau "viespea paiului", de culoare neagră, de 10-12 mm lungime, atacă  tulpinile   de  grâu,   orz  etc.,  iar  Cephus compressus, strică mugurii la peri.
- Hoplocampa testudinea -  "viespea merelor", de 6-7 mm lungime, colorată în galben și negru, atacă fructele tinere de măr, care astfel cad pe jos în mare număr.